# Шёнхерр, Макс
Макс Шёнхерр (нем. Max Schönherr; 1903, Марибор, Словения — 1984, Баден-под-Веной, Австрия) — австрийский композитор, дирижёр и музыковед

.

## Биография
Наиболее известная страница в биографии Шёнхерра — его работа над Государственным гимном Австрии, представляющим собой мелодию из «Масонской кантаты» Моцарта; Шёнхерр аранжировал эту мелодию для современного оркестрового состава, и 7 марта 1947 года гимн был впервые официально исполнен Оркестром Австрийского радио под управлением Шёнхерра. Этот оркестр был основан Шёнхерром в 1945 году и существовал под его руководством до 1968 года, после чего был преобразован в современный Симфонический оркестр Венского радио.
Шёнхерру принадлежит ряд книг по истории австрийской музыки — в частности, книга о Карле Михаэле Цирере (нем. Carl Michael Ziehrer. Sein Werk, sein Leben, seine Zeit; Вена, 1974) и о венских вальсах и маршах в целом (нем. Lanner, Strauß, Ziehrer. Synoptisches Handbuch der Tänze und Märsche; Вена, 1982).